# نیژنی آرشی
نیژنی آرشی (به لاتین: Nizhny Arshi) یک منطقهٔ مسکونی در روسیه است که در شهرستان لواشینسکی واقع شده‌است.